# Charles Minet
Charles Minet, né le 6 juillet 1936 à Seraing et mort le 18 juillet 1998 à Liège, est un homme politique belge wallon, membre du PS.

## Biographie
Il est docteur en médecine, ancien professeur, médecin généraliste. Il fut officier de réserve - objecteur de conscience. 

## Carrière politique
- Conseiller communal de Liège
- Conseiller régional:
  - du 17 octobre 1984 au 3 septembre 1985.
  - du 8 janvier 1992 au 12 avril 1995.
- Sénateur belge:
  - du 9 octobre 1984 au 13 octobre 1985.
  - du 12 novembre 1985 au 24 novembre 1991.
- Député belge du 24 novembre 1991 au 12 avril 1995.

## Distinctions
- Chevalier de l'Ordre de Léopold.